# Hosshinmon-ōji

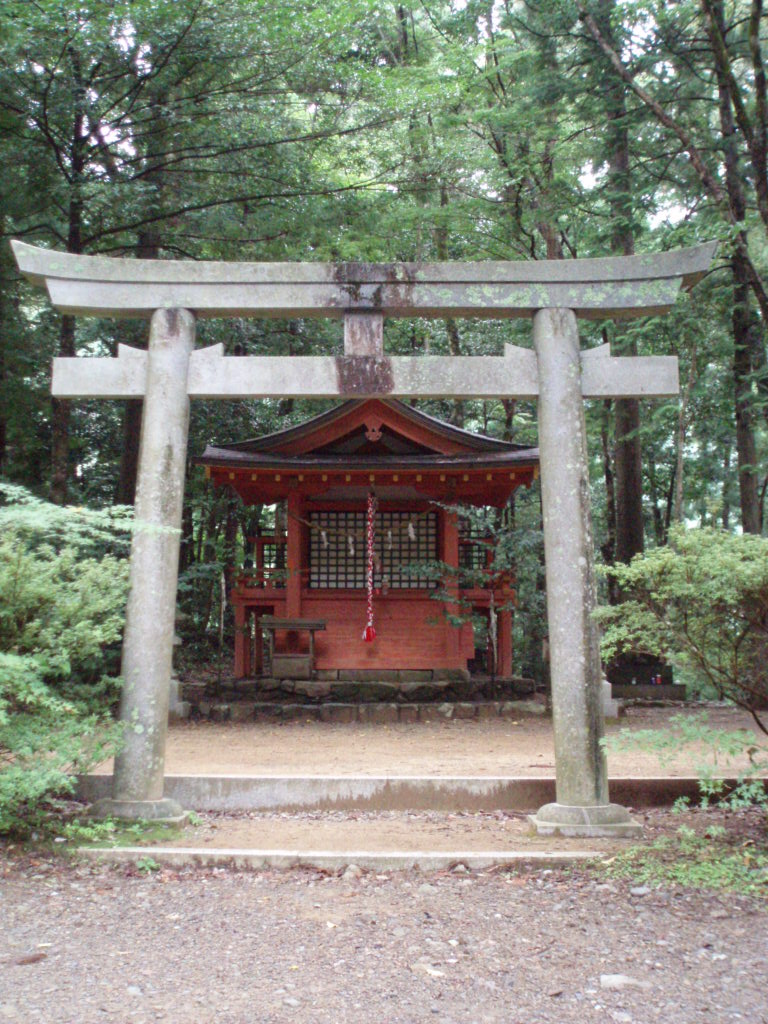
Entrer du temple (Torii).

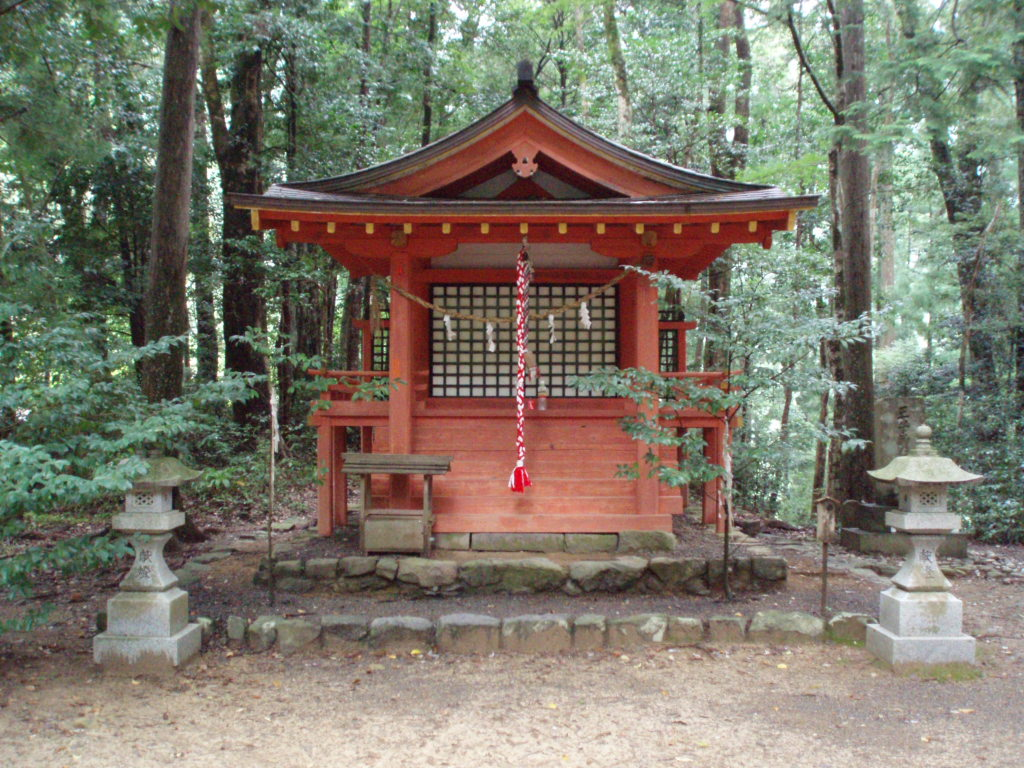
Vue du temple.

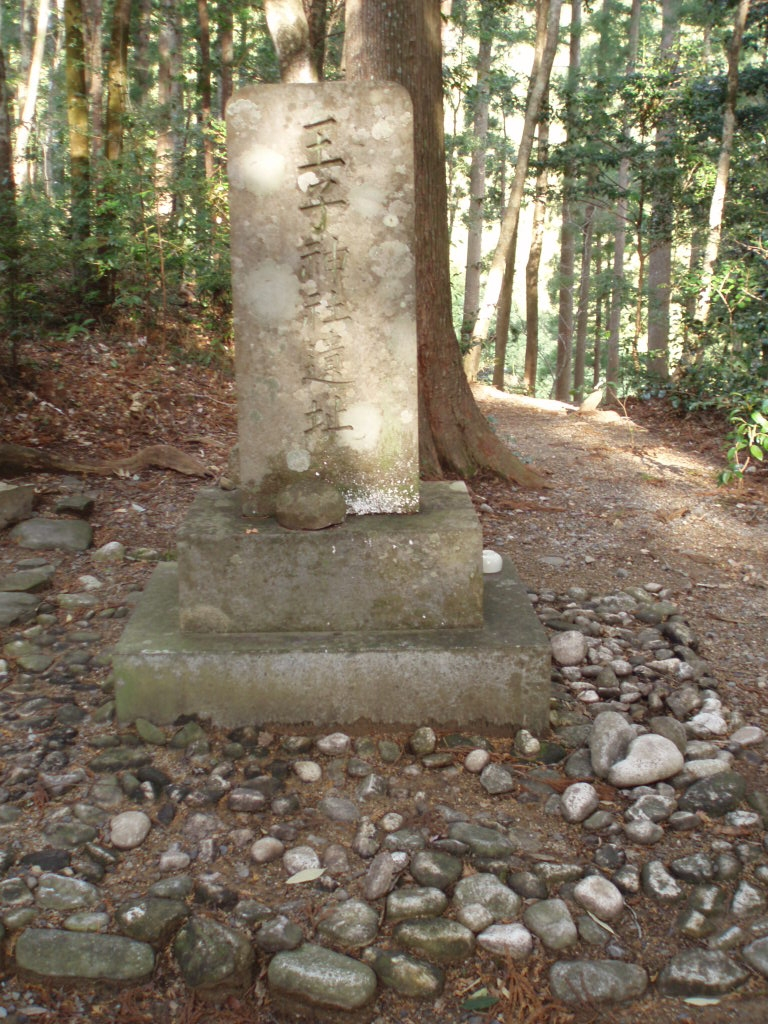
Une stèle.

Hosshinmon-ōji (発心門王子) est un temple shinto de la ville de Tanabé. Il fait partie des Gotai-ōji, c'est le 92e Kujūkuōji.